# Maesteg
Maesteg är en ort och community i sydvästra Wales, och är belägen i kommunen Bridgend. Befolkningen uppgick till 18 395 invånare vid folkräkningen 2001, på en yta av 3,64 kvadratkilometer. Det har funnits sex kolgruvor på orten, vilken den sista avvecklades 1985.